# تلمبه سید حسین حسینی‌نسب
تلمبه سید حسین حسینی‌نسب یک منطقهٔ مسکونی در ایران است که در دهستان معزیه واقع شده‌است. تلمبه سید حسین حسینی‌نسب ۵۰ نفر جمعیت دارد.